# Saint-Marcel, Eure
Saint-Marcel là một xã của tỉnh Eure, thuộc vùng Normandie, miền bắc nước Pháp.